# Fed Cup 2016 Zona Euro-Africana
La Zona Euro-Africana (Europe/Africa Zone) è una delle 3 divisioni zonali nell'ambito della Fed Cup 2016.
Essa è a sua volta suddivisa in tre gruppi (Gruppo I, Gruppo II, Gruppo III) formati rispettivamente da 14, 7 e 17 squadre, inserite in tali gruppi in base ai risultati ottenuti l'anno precedente. Questi tre gruppi sono vere e proprie categorie aventi un rapporto gerarchico fra di loro, equivalenti rispettivamente al terzo, quarto e quinto livello di competizione.
Il Gruppo III della zona Euro-Africana è l'ultima categoria nell'ordine, pertanto in tale categoria non sono previste retrocessioni.

## Gruppo I
- Sede: Municipal Tennis Centre, Eilat, Israele (cemento)
- Periodo: 3-6 febbraio

Le 14 squadre sono inserite in quattro gironi (Pool) due da quattro squadre e due da tre. Le quattro squadre classificatesi al primo posto di ciascun girone prendono parte a degli spareggi per stabilire le due nazioni che ottengono il diritto di partecipare agli spareggi per il Gruppo Mondiale II e quindi tentare la promozione al Gruppo Mondiale II.

Le quattro squadre classificatesi all'ultimo posto di ciascun girone prendono parte ai playout per evitare la retrocessione.

### Gruppi
|   | Pool A (Dettagli) | Ucraina (bandiera) | Portogallo (bandiera) | Svezia (bandiera) |
| 1 | Ucraina (2-0)     |                    | 3-0                   | 3-0               |
| 2 | Portogallo (1-1)  | 0-3                |                       | 2-1               |
| 3 | Svezia (0-2)      | 0-3                | 1-2                   |                   |

|   | Pool B (Dettagli) | Regno Unito (bandiera) | Georgia (bandiera) | Sudafrica (bandiera) |
| 1 | Regno Unito (2-0) |                        | 2-1                | 3-0                  |
| 2 | Georgia (1-1)     | 1-2                    |                    | 3-0                  |
| 3 | Sudafrica (0-2)   | 0-3                    | 0-3                |                      |

|   | Pool C (Dettagli) | Israele (bandiera) | Croazia (bandiera) | Estonia (bandiera) | Turchia (bandiera) |   |                | Pool D (Dettagli) | Belgio (bandiera) | Bulgaria (bandiera) | Lettonia (bandiera) | Ungheria (bandiera) |
| 1 | Israele (2-1)     |                    | 2–1                | 3–0                | 1–2                | 1 | Belgio (3-0)   |                   | 3–0               | 3–0                 | 3–0                 |                     |
| 2 | Croazia (2-1)     | 1–2                |                    | 2–1                | 2–1                | 2 | Bulgaria (2-1) | 0–3               |                   | 2–1                 | 2–1                 |                     |
| 3 | Estonia (1-2)     | 0–3                | 1–2                |                    | 2–1                | 3 | Lettonia (1-2) | 0–3               | 1–2               |                     | 2–1                 |                     |
| 4 | Turchia (1-2)     | 2–1                | 1–2                | 1–2                |                    | 4 | Ungheria (0-3) | 0–3               | 1–2               | 1–2                 |                     |                     |

### Spareggi promozione
| Ucraina 3 | Municipal Tennis Centre, Eilat, Israele 6 febbraio 2016 cemento | Municipal Tennis Centre, Eilat, Israele 6 febbraio 2016 cemento          | Israele 0 |      |   |  |
| \| \| \| \| 1 \| 2 \| 3 \| \| \| - \| \| ------------------------------------------------------------------------ \| ---- \| ---- \| - \| \| \| 1 \| \| Kateryna Bondarenko Shahar Peer \| 6 1 \| 6 1 \| \| \| \| 2 \| \| Lesja Curenko Julia Glushko \| 7 61 \| 7 62 \| \| \| \| 3 \| \| Kateryna Bondarenko / Olga Savchuk Shelly Krolitzky / Alona Pushkarevsky \| 6 2 \| 6 2 \| \| \| |                                                                 |                                                                          |           |      |   |  |
| |                                                                 |                                                                          | 1         | 2    | 3 |  |
| 1 | Ucraina (bandiera) · Israele (bandiera)                         | Kateryna Bondarenko Shahar Peer                                          | 6 1       | 6 1  |   |  |
| 2 | Ucraina (bandiera) · Israele (bandiera)                         | Lesja Curenko Julia Glushko                                              | 7 61      | 7 62 |   |  |
| 3 | Ucraina (bandiera) · Israele (bandiera)                         | Kateryna Bondarenko / Olga Savchuk Shelly Krolitzky / Alona Pushkarevsky | 6 2       | 6 2  |   |  |

| Belgio 2 | Municipal Tennis Centre, Eilat, Israele 6 febbraio 2016 cemento | Municipal Tennis Centre, Eilat, Israele 6 febbraio 2016 cemento | Gran Bretagna 0 |     |     |             |
| \| \| \| \| 1 \| 2 \| 3 \| \| \| - \| \| --------------------------------------------------------- \| --- \| --- \| --- \| ----------- \| \| 1 \| \| Ysaline Bonaventure Katie Swan \| 6 3 \| 3 6 \| 6 3 \| \| \| 2 \| \| Alison Van Uytvanck Heather Watson \| 6 4 \| 3 6 \| 6 4 \| \| \| 3 \| \| Marie Benoît / An-Sophie Mestach Jocelyn Rae / Anna Smith \| \| \| \| non giocato \| |                                                                 |                                                                 |                 |     |     |             |
| |                                                                 |                                                                 | 1               | 2   | 3   |             |
| 1 | Belgio (bandiera) · Gran Bretagna (bandiera)                    | Ysaline Bonaventure Katie Swan                                  | 6 3             | 3 6 | 6 3 |             |
| 2 | Belgio (bandiera) · Gran Bretagna (bandiera)                    | Alison Van Uytvanck Heather Watson                              | 6 4             | 3 6 | 6 4 |             |
| 3 | Belgio (bandiera) · Gran Bretagna (bandiera)                    | Marie Benoît / An-Sophie Mestach Jocelyn Rae / Anna Smith       |                 |     |     | non giocato |

### Spareggi 5º/8º posto
| Georgia 2 | Municipal Tennis Centre, Eilat, Israele 6 febbraio 2016 cemento | Municipal Tennis Centre, Eilat, Israele 6 febbraio 2016 cemento         | Bulgaria 1 |      |     |  |
| \| \| \| \| 1 \| 2 \| 3 \| \| \| - \| \| ----------------------------------------------------------------------- \| --- \| ---- \| --- \| \| \| 1 \| \| Ekaterine Gorgodze Dia Evtimova \| 0 6 \| 6 4 \| 6 2 \| \| \| 2 \| \| Sofia Šapatava Isabella Šinikova \| 6 1 \| 61 7 \| 4 6 \| \| \| 3 \| \| Oksana Kalashnikova / Sofia Šapatava Elitsa Kostova / Isabella Šinikova \| 6 2 \| 4 6 \| 6 4 \| \| |                                                                 |                                                                         |            |      |     |  |
| |                                                                 |                                                                         | 1          | 2    | 3   |  |
| 1 | Georgia (bandiera) · Bulgaria (bandiera)                        | Ekaterine Gorgodze Dia Evtimova                                         | 0 6        | 6 4  | 6 2 |  |
| 2 | Georgia (bandiera) · Bulgaria (bandiera)                        | Sofia Šapatava Isabella Šinikova                                        | 6 1        | 61 7 | 4 6 |  |
| 3 | Georgia (bandiera) · Bulgaria (bandiera)                        | Oksana Kalashnikova / Sofia Šapatava Elitsa Kostova / Isabella Šinikova | 6 2        | 4 6  | 6 4 |  |

| Portogallo 0 | Municipal Tennis Centre, Eilat, Israele 6 febbraio 2016 cemento | Municipal Tennis Centre, Eilat, Israele 6 febbraio 2016 cemento  | Croazia 2 |     |   |             |
| \| \| \| \| 1 \| 2 \| 3 \| \| \| - \| \| ---------------------------------------------------------------- \| --- \| --- \| - \| ----------- \| \| 1 \| \| Maria João Koehler Silvia Njirić \| 4 6 \| 3 6 \| \| \| \| 2 \| \| Michelle Larcher de Brito Ana Konjuh \| 2 6 \| 2 6 \| \| \| \| 3 \| \| Michelle Larcher de Brito / Inês Murta Darija Jurak / Tena Lukas \| \| \| \| non giocato \| |                                                                 |                                                                  |           |     |   |             |
| |                                                                 |                                                                  | 1         | 2   | 3 |             |
| 1 | Portogallo (bandiera) · Croazia (bandiera)                      | Maria João Koehler Silvia Njirić                                 | 4 6       | 3 6 |   |             |
| 2 | Portogallo (bandiera) · Croazia (bandiera)                      | Michelle Larcher de Brito Ana Konjuh                             | 2 6       | 2 6 |   |             |
| 3 | Portogallo (bandiera) · Croazia (bandiera)                      | Michelle Larcher de Brito / Inês Murta Darija Jurak / Tena Lukas |           |     |   | non giocato |

### Spareggi retrocessione
| Sudafrica 0 | Municipal Tennis Centre, Eilat, Israele 6 febbraio 2016 cemento | Municipal Tennis Centre, Eilat, Israele 6 febbraio 2016 cemento | Ungheria 2 |     |   |             |
| \| \| \| \| 1 \| 2 \| 3 \| \| \| - \| \| -------------------------------------------------------------- \| --- \| --- \| - \| ----------- \| \| 1 \| \| Ilze Hattingh Anna Bondár \| 0 6 \| 1 6 \| \| \| \| 2 \| \| Chanel Simmonds Réka-Luca Jani \| 0 6 \| 3 6 \| \| \| \| 3 \| \| Michelle Sammons / Chanel Simmonds Dalma Gálfi / Fanny Stollár \| \| \| \| non giocato \| |                                                                 |                                                                 |            |     |   |             |
| |                                                                 |                                                                 | 1          | 2   | 3 |             |
| 1 | Sudafrica (bandiera) · Ungheria (bandiera)                      | Ilze Hattingh Anna Bondár                                       | 0 6        | 1 6 |   |             |
| 2 | Sudafrica (bandiera) · Ungheria (bandiera)                      | Chanel Simmonds Réka-Luca Jani                                  | 0 6        | 3 6 |   |             |
| 3 | Sudafrica (bandiera) · Ungheria (bandiera)                      | Michelle Sammons / Chanel Simmonds Dalma Gálfi / Fanny Stollár  |            |     |   | non giocato |

| Svezia 1 | Municipal Tennis Centre, Eilat, Israele 6 febbraio 2016 cemento | Municipal Tennis Centre, Eilat, Israele 6 febbraio 2016 cemento       | Turchia 2 |     |     |             |
| \| \| \| \| 1 \| 2 \| 3 \| \| \| - \| \| --------------------------------------------------------------------- \| --- \| --- \| --- \| ----------- \| \| 1 \| \| Susanne Celik İpek Soylu \| 3 6 \| 2 6 \| \| \| \| 2 \| \| Rebecca Peterson Çağla Büyükakçay \| 6 2 \| 4 6 \| 0 6 \| \| \| 3 \| \| Jacqueline Cabaj Awad / Cornelia Lister İpek Soylu / Çağla Büyükakçay \| \| \| \| non giocato \| |                                                                 |                                                                       |           |     |     |             |
| |                                                                 |                                                                       | 1         | 2   | 3   |             |
| 1 | Svezia (bandiera) · Turchia (bandiera)                          | Susanne Celik İpek Soylu                                              | 3 6       | 2 6 |     |             |
| 2 | Svezia (bandiera) · Turchia (bandiera)                          | Rebecca Peterson Çağla Büyükakçay                                     | 6 2       | 4 6 | 0 6 |             |
| 3 | Svezia (bandiera) · Turchia (bandiera)                          | Jacqueline Cabaj Awad / Cornelia Lister İpek Soylu / Çağla Büyükakçay |           |     |     | non giocato |

### Verdetti
- Ucraina e Belgio accedono ai play-off per il Gruppo Mondiale II.
- Svezia e Sudafrica retrocedono nel Gruppo II per il 2017.

## Gruppo II
- Sede: Gezira Sporting Club, Il Cairo, Egitto (Terra rossa)
- Data: 13-16 aprile

Le 7 squadre sono suddivise in due gironi (Pool) uno da tre e uno da quattro squadre. La prima classificata di ciascuno dei due gironi gioca uno spareggio contro la seconda dell'altro girone per stabilire la due promozioni al Gruppo I. La terza del girone da quattro e l'ultima del girone da tre disputano uno spareggio per stabilire le retrocessioni, mentre l'ultima del girone da quattro viene retrocessa automaticamente.

### Gruppi
|   | Pool A (Dettagli) | Danimarca (bandiera) | Lituania (bandiera) | Finlandia (bandiera) |
| 1 | Danimarca (2-0)   |                      | 3-0                 | 3-0                  |
| 2 | Lituania (1-1)    | 0-3                  |                     | 2-1                  |
| 3 | Finlandia (0-2)   | 0-3                  | 1-2                 |                      |

|   | Pool B (Dettagli)          | Austria (bandiera) | Bosnia ed Erzegovina (bandiera) | Egitto (bandiera) | Liechtenstein (bandiera) |
| 1 | Austria (2-1)              |                    | 2-1                             | 3-0               | 0-3                      |
| 2 | Bosnia ed Erzegovina (2-1) | 1-2                |                                 | 3-0               | 2-1                      |
| 3 | Egitto (1-2)               | 0-3                | 0-3                             |                   | 2-1                      |
| 4 | Liechtenstein (1-2)        | 3-0                | 1-2                             | 1-2               |                          |

### Spareggi promozione
| Danimarca 1 | Gezira Sporting Club, Il Cairo, Egitto 16 aprile 2016 terra rossa | Gezira Sporting Club, Il Cairo, Egitto 16 aprile 2016 terra rossa | Bosnia ed Erzegovina 2 |      |     |  |
| \| \| \| \| 1 \| 2 \| 3 \| \| \| - \| \| ----------------------------------------------------------------- \| --- \| ---- \| --- \| \| \| 1 \| \| Emilie Francati Ema Burgić Bucko \| 3 6 \| 7 62 \| 6 1 \| \| \| 2 \| \| Karen Barritza Dea Herdželaš \| 0 6 \| 3 6 \| \| \| \| 3 \| \| Karen Barritza / Emilie Francati Ema Burgić Bucko / Dea Herdželaš \| 4 6 \| 3 6 \| \| \| |                                                                   |                                                                   |                        |      |     |  |
| |                                                                   |                                                                   | 1                      | 2    | 3   |  |
| 1 | Danimarca (bandiera) · Bosnia ed Erzegovina (bandiera)            | Emilie Francati Ema Burgić Bucko                                  | 3 6                    | 7 62 | 6 1 |  |
| 2 | Danimarca (bandiera) · Bosnia ed Erzegovina (bandiera)            | Karen Barritza Dea Herdželaš                                      | 0 6                    | 3 6  |     |  |
| 3 | Danimarca (bandiera) · Bosnia ed Erzegovina (bandiera)            | Karen Barritza / Emilie Francati Ema Burgić Bucko / Dea Herdželaš | 4 6                    | 3 6  |     |  |

| Lituania 0 | Gezira Sporting Club, Il Cairo, Egitto 16 aprile 2016 terra rossa | Gezira Sporting Club, Il Cairo, Egitto 16 aprile 2016 terra rossa  | Austria 2 |     |     |             |
| \| \| \| \| 1 \| 2 \| 3 \| \| \| - \| \| ------------------------------------------------------------------ \| --- \| --- \| --- \| ----------- \| \| 1 \| \| Gerda Zykutė Barbara Haas \| 5 7 \| 6 3 \| 6 3 \| \| \| 2 \| \| Paulina Bakaitė Tamira Paszek \| 6 2 \| 3 0 \| \| ritiro \| \| 3 \| \| Pauline Bakaitė / Gerda Zykutė Julia Grabher / Sandra Klemenschits \| \| \| \| non giocato \| |                                                                   |                                                                    |           |     |     |             |
| |                                                                   |                                                                    | 1         | 2   | 3   |             |
| 1 | Lituania (bandiera) · Austria (bandiera)                          | Gerda Zykutė Barbara Haas                                          | 5 7       | 6 3 | 6 3 |             |
| 2 | Lituania (bandiera) · Austria (bandiera)                          | Paulina Bakaitė Tamira Paszek                                      | 6 2       | 3 0 |     | ritiro      |
| 3 | Lituania (bandiera) · Austria (bandiera)                          | Pauline Bakaitė / Gerda Zykutė Julia Grabher / Sandra Klemenschits |           |     |     | non giocato |

### Spareggi retrocessione
| Egitto 2 | Gezira Sporting Club, Il Cairo, Egitto 16 aprile 2016 terra rossa | Gezira Sporting Club, Il Cairo, Egitto 16 aprile 2016 terra rossa | Finlandia 0 |      |   |             |
| \| \| \| \| 1 \| 2 \| 3 \| \| \| - \| \| ------------------------------------------------------------- \| --- \| ---- \| - \| ----------- \| \| 1 \| \| Dona Abo Habaga Milka-Emilia Pasanen \| 6 3 \| 7 62 \| \| \| \| 2 \| \| Sandra Samir Mia Eklund \| 6 0 \| 6 4 \| \| \| \| 3 \| \| Laila Elnimr / Sandra Samir Mia Eklund / Milka-Emilia Pasanen \| \| \| \| non giocato \| |                                                                   |                                                                   |             |      |   |             |
| |                                                                   |                                                                   | 1           | 2    | 3 |             |
| 1 | Egitto (bandiera) · Finlandia (bandiera)                          | Dona Abo Habaga Milka-Emilia Pasanen                              | 6 3         | 7 62 |   |             |
| 2 | Egitto (bandiera) · Finlandia (bandiera)                          | Sandra Samir Mia Eklund                                           | 6 0         | 6 4  |   |             |
| 3 | Egitto (bandiera) · Finlandia (bandiera)                          | Laila Elnimr / Sandra Samir Mia Eklund / Milka-Emilia Pasanen     |             |      |   | non giocato |

### Verdetti
- Austria e Bosnia ed Erzegovina promosse nel Gruppo I.
- Liechtenstein e Finlandia retrocesse nel Gruppo III.

## Gruppo III
- Impianto: Bellevue, Ulcinj, Montenegro (terra)
- Date: 11-16 aprile

Le 17 squadre sono divise in 4 gironi (Pool): tre da 4 squadre e uno da 5, dove ognuna affronta tutte le altre. Le prime classificate si affrontano (A contro C e B contro D) in due spareggi: le due vincenti verranno promosse nel Gruppo II. Le altre si giocano i piazzamenti.
Squadre partecipanti

### Pool A
- Grecia
- Lussemburgo (vincitrice e promossa al Gruppo II)
- Malta
- Tunisia

### Pool B
- Armenia
- Irlanda
- Islanda
- Macedonia (vincitrice)

### Pool C
- Algeria
- Cipro
- Moldavia (vincitrice)
- Madagascar

### Pool D
- Kosovo
- Marocco
- Montenegro
- Mozambico
- Norvegia (vincitrice e promossa al Gruppo II)